# Donyale Luna
Donyale Luna, nome d'arte di Peggy Anne Freeman (Detroit, 31 agosto 1945 – Roma, 17 maggio 1979), è stata una supermodella e attrice statunitense.
È considerata la prima modella afroamericana (anche se fu preceduta da Dolores Francine Rhiney che sfilò nel 1953 per lo stilista Vincenzo Ferdinandi). È stata la prima ragazza copertina di colore e una delle muse di Andy Warhol. È apparsa in diversi film fra cui Salomè (1972), diretto da Carmelo Bene, nel ruolo della protagonista.

## Biografia

### Nascita e infanzia
Donyale Luna nacque a Detroit (Michigan, Stati Uniti d'America) da Peggy e Nathaniel Freeman. Ella, tuttavia, affermava che il suo vero padre biologico fosse un uomo soprannominato Luna, che sua madre fosse messicana e che una delle sue nonne fosse un'attrice irlandese che aveva sposato un decoratore di interni nero.
Rimase orfana del padre a diciotto anni, quando fu assassinato. La madre avrebbe voluto che diventasse un'infermiera. Un parente la descrive nella metà del 1960 come "una bambina molto strana, fin dalla nascita, che viveva sognante in un paese delle meraviglie".

## Carriera

### Carriera di modella
Scoperta dal fotografo David McCabe, Luna si trasferì da Detroit a New York per seguire la carriera di modella. Nel gennaio del 1965, una sua immagine apparve sulla copertina di Harper's Bazaar. Luna diventò la prima modella afroamericana ad apparire sulla copertina dell'edizione britannica di Vogue (marzo 1966): il fotografo era David Bailey. Secondo il New York Times, all'inizio della sua carriera Luna fu sotto esclusivo contratto del fotografo Richard Avedon per un anno.
In un articolo del settimanale Time, pubblicato il 1º aprile del 1966, intitolato The Luna Year, Nancy White - editrice di Harper's Baazar - descrisse la sua drammatica magrezza: "è alta quasi 190 cm ma non pesa neanche 50 kg, ha il seno piattissimo, con le ossa visibili sotto la pelle come in una radiografia, le gambe che sembrano di una scultura di Giacometti e le dita delle mani estese come in un ragno, la pelle color caramello, le labbra piene, la faccia ovale e gli occhi a mandorla", con lenti a contatto multicolor e talvolta con la parrucca bionda. Un corpo, quello di Luna, che per la sua straordinaria singolarità prometteva di rimanere in auge per molte stagioni, divenendo la modella più richiesta in Europa.
Nel 1967 il fabbricante di manichini Adel Rootstein ne creò uno a immagine di Luna, supplementare al famoso manichino Twiggy del 1966. Nel 1968 confessò in un'intervista la sua dipendenza dal LSD. Apparve nuda nel 1970 su Playmen e nel 1974 su Playboy e poi ancora nell'aprile del 1975 su Playboy (fotografata da suo marito Luigi Cazzaniga).
Si considerava un'artista e non una modella: tutti gli eventi ai quali prendeva parte (fossero un servizio fotografico, una sfilata, la partecipazione a un programma televisivo o anche semplicemente un happening) alimentavano il suo successo per l'inimitabile performance che sapeva offrire ogni volta e per la sua innata eleganza.

### Carriera d'attrice
Tra la fine degli anni '60 e l'inizio degli anni '70 Luna apparve in molti film, in ruoli decorativi.
Molti furono prodotti da Andy Warhol, tra i quali Screen Test: Donyale Luna (1964) (il critico Wayne Koestenbaum descrisse Luna come una "diva pura, mostrando un delizioso e movimentato eccesso di manierismo"), Camp (1965) e Donyale Luna (1967), un film a colori di 33 minuti dove la modella è adornata come fosse Snow White (Biancaneve). Comparve anche in The Rolling Stones Rock and Roll Circus e nel documentario inglese Tonite Let's All Make Love in London.
In Skidoo (1968), commedia cinematografica per la regia di Otto Preminger ambientata su uno yacht in crociera, Luna è per la prima e unica volta a Hollywood nel ruolo di una ninfomane, abbigliata con un avveniristico e sensuale vestito verde. Benché presentata come l'amante di "God" (un boss criminale interpretato da Groucho Marx), si trattò di un ruolo secondario (originariamente scritto per Faye Dunaway e che avrebbe dovuto essere interpretato da Twiggy).
Nel finale del Satyricon (1970) di Federico Fellini interpreta la bellissima maga Oenothea, condannata da un vecchio e bruttissimo stregone, del quale aveva respinto e deriso l'amore, a custodire il fuoco nel suo sesso fra le sue gambe lunghissime.
In Salomè (1972), diretto da Carmelo Bene, avrebbe dovuto essere la protagonista, mentre fa da spalla ad Erode (interpretato dallo stesso Carmelo Bene). Appare come una bellezza aliena, completamente depilata e con la testa rasata a zero, recitando per tutto il film in nudo integrale e senza doppiaggio, in italiano, ma come allucinata, in un'atmosfera psichedelica intrisa di simbolismi blasfemi che culminano nel finale della danza che fa innamorare il re e conduce alla pena capitale di Giovanni Battista: sotto un sole accecante, il geniale regista le fa semplicemente piegare e riporre i proverbiali sette veli.

### Vita privata e morte
Nella metà degli anni '60 Luna si sposò con un attore, un matrimonio che durò 10 mesi. Ebbe poi relazioni con l'attore austriaco Maximilian Schell, con un ignoto fotografo danese e con Georg Willing, un attore tedesco che appariva in film dell'orrore europei (come nel 1970 in Necropolis) e con il Living Theatre.
Intorno al 1969 Luna fu anche legata all'attore tedesco Klaus Kinski. Sposò il fotografo italiano Luigi Cazzaniga. Nel 1977 i due ebbero una bambina, Dream Cazzaniga.
Separata dal marito, morì in una clinica a Roma nelle prime ore del 17 maggio 1979, per un'overdose di eroina.

## La questione dell'identità razziale
Secondo la giornalista Judy Stone, che tracciò un profilo di Luna per il New York Times nel 1968, la modella era "riservata, misteriosa, contraddittoria, evasiva, volubile, e fissata riguardo al suo lignaggio multirazziale - esotica, un camaleonte dovuto a un intreccio fatto di messicano, nativo americano, cinese, irlandese, e infine, ma non certo meno importante, negro."
Una rivista londinese la salutò come "la radicale Nuova Immagine della donna di colore. La moda trova sé stessa in una posizione strumentale per un cambiamento epocale, ad ogni modo leggero, immettendo sul mercato l'adorazione, l'idolizzazione del negro ... "
Quando Stone le chiese se dalle sue apparizioni nei film di Hollywood avrebbe tratto beneficio la causa delle attrici nere, Luna rispose: "Se ciò portasse molto lavoro per messicani, cinesi, indiani, neri, ben venga. Potrebbe essere buono, potrebbe essere cattivo. Non mi importerebbe molto."

## Documentario sulla sua vita
Nel 2010 la cineasta Jennifer Poe stava lavorando a un documentario su Luna e Pat Hartley (un'attrice che più tardi sposerà il produttore inglese Dick Fontaine), che fu la sola donna di colore a far parte dello studio di Warhol.

## Filmografia
- Screen Test: Donyale Luna, regia di Andy Warhol (1964)
- Camp, regia di Andy Warhol (1965)
- Screen Test 3, regia di Andy Warhol (1966)
- Screen Test 4, regia di Andy Warhol (1966)
- Qui êtes-vous, Polly Maggoo? regia di William Klein (1966)
- Donyale Luna, regia di Andy Warhol (1967)
- Tonite Let's All Make Love in London, regia di Peter Whitehead (1967)
- The Rolling Stones Rock and Roll Circus regia di Michael Lindsay-Hogg (1968)
- Skidoo, regia di Otto Preminger (1968)
- Fellini Satyricon, regia di Federico Fellini (1970)
- Salvador Dalí, regia di Jean-Christophe Averty (1970)
- Salomé, regia di Carmelo Bene (1972)